# Office Uprising
Office Uprising (titlu original: Office Uprising) este un film american cu zombi din 2018 regizat de Lin Oeding și scris de Peter Gamble Robinson și Ian Shorr. Rolurile principale au fost interpretate de actorii Brenton Thwaites, Jane Levy, Alan Ritchson, Zachary Levi, Karan Soni și Ian Harding.

## Prezentare
Desmond este un leneș care lucrează la un birou corporativ și o fabrică Ammotech, unul dintre cei mai importanți producători de arme din lume. Când o băutură energizantă creată de armată îi transformă pe colegii săi de muncă în psihopati violenți, Desmond, iubita sa Samantha și cel mai bun prieten al său, Mourad, trebuie să facă față provocării și să supraviețuiască într-un birou plin de colegi ucigași înarmați cu cele mai noi arme.

## Distribuție
- Brenton Thwaites - Desmond Brimble
- Jane Levy - Samantha
- Karan Soni - Mourad Haryana
- Zachary Levi - Adam Nusbaum
- Kurt Fuller - Lentworth
- Ian Harding - Nicholas Frohm
- Gregg Henry - Franklin Gantt
- Alan Ritchson - Bob
- Sam Daly - Marcus Gantt
- Ashton McClearin - Lisa
- Stephen Oyoung - Joe
- Barry Shabaka Henley - Clarence
- Roger J. Timber - Jerry Solomon
- Mickey Gooch Jr. - Ralph
- Kenneth Choi - Freddy Wong
- Tyron Woodley - Mario
- Travis Berens - Cloud